# Походи на Юлий Цезар в Британия
Походите на Юлий Цезар в Британия са две военни кампании, водени от генерала на Римската република Юлий Цезар на територията на остров Британия. По време на Галската война Цезар нахлува в Британия два пъти, през 55 и 54 г. пр.н.е. Първият поход, организиран в края на лятото, е с цел пълна инвазия (в която насока тя е неуспешна – спечелен е брегови плацдарм при Кент, но е постигнато много малко) или разузнавателна експедиция. Втората мисия е по-успешна – установено е приятелство с цар Мандубраций и е подчинен неговият съперник Касивелаун, въпреки че не е завладяна или задържана никаква територия за Рим, но е възвърната такава на съюзните тринованти, заедно с обещания данък на другите племена в дн. Източна Англия.

## Британия преди Цезар
Британия от дълго време била позната на света като източник на калай. Бреговата ѝ линия е изследвана от гръцкия географ Питей през 4 век пр.н.е, а вероятно дори и по-рано, през 5 век пр.н.е от картагенския мореплавател Химилкон. Въпреки това за много римляни островът, намиращ се отвъд бреговата линия на това, което за тях представлявало края на „познатия свят“, бил земя на дълбока мистерия. Някои римски писатели дори били на мнение, че островът е измислица и не съществува, обявявайки твърденията на Питей за слухове.
По време на управлението на Цезар, Британия все още имала култура от желязната епоха. Населението на острова било между един и четири милиона души. Археологически проучвания показват, че местната икономиката е била строго разделена между низините и високопланинските зони. В югоизточните низини големи региони от плодородна земя давали възможност за обширна земеделска дейност, а комуникацията била развита чрез пътища и реки като Темза. Във високопланинските региони, северно от линията между Глостър и Линкълн, обработваема земя била достъпна само на определени места. По тази причина пасторализмът бил по-често срещан от фермерството, а комуникацията била по-трудна. Селищата обикновено били изграждани на високо и били укрепени, но на югоизток започнало изграждането на опидуми. Те често се намирали на места, където се пресичали различни реки, което предполага, че търговията е ставала все по-важна. Търговските договори между Британия и континета се увеличили от времето на римското превземане на Нарбонска Галия през 124 г. пр.н.е. В резултат започва доставянето на италиански вина през полуостров Арморика.
Според писмените сведения на Цезар, по-рано белгите извършили няколко нападения над Британия, създавайки селища по някои от крайбрежните региони. Цезар твърди и че кралят на суесионите имал власт в Британия както и в Галия. Най-ранните голо-белгийски монети, открити в Британия, са от 100 г. пр.н.е., вероятно най-рано около 150 г. пр.н.е. и са изсечени в Галия. Те са открити основно в региона на Кент. По-късни монети от подобен тип са изсечени в Британия и са открити по протежение на целия южен бряг, чак до западен Дорсет. Изглежда, че белгийската власт е била концетрирана на югоизточния бряг, въпреки че влиянието им се простирало на запад и във вътрешността на острова.

## Първо нашествие (55 г. пр.н.е.)

### Планиране и разузнаване
Цезар твърди, че по време на кампанията му в Галия, бритонците са подкрепяли нападенията на галите срещу него и че белъгците се оттегляли в белгийските селища в Британия. Към венетите, които контролирали морската търговията с острова, бил изпратен призив да се сражават от името на своите британски съюзници срещу Цезар. Страбон твърди, че венетското въстание през 56 г. пр.н.е. целяло да спре пътуването на Цезар до Британия и нарушаването на търговската им дейност, предполагайки възможността британска експедиция да е била обмисляна още тогава.
През късното лято на 55 г. пр.н.е., въпреки че сезона за кампании бил към края си, Цезар решил да предприеме експедиция до Британия. Той призовал хора, които развивали търговска дейност с острова, но те не желаели или не били способни да му предоставят никаква ценна информация за местните и техните военни тактики или за пристанища, които можел да използва, вероятно целейки да запазят монопола си в търговията. Цезар изпратил трибуна Гай Волусен да проучи бреговата линия с един-единствен кораб. Той вероятно проучил Кентската брегова ивица, но не бил способен да стъпи на нея, тъй като „не бил склонен да остави кораба си и да се довери на варварите“. След пет дни трибунът се завърнал, за да предаде на Цезар информацията, която успял да събере.
По това време пратеници от някои Британски държави, предупредени от търговците за предстоящото нашествие, пристигнали, за да обявят подчинението си. Цезар ги изпратил обратно заедно със съюзника си Комий, крал на галските атребати, да използва влиянието им и да спечели възможно най-много съюзници.
Той събрал флот от 80 транспортни кораба, достатъчни да превозят два легиона (X Еквестрийски и VII Благороден и лоялен Клавдиев легион) и неясен брой от бойни кораби, под командването на квестор в неназовано пристанище на територията на Морини. Други 18 транспортни кораба с кавалерия са изпратени от различно пристанище. Тези кораби може би са били триера или бирема. Бързайки, Цезар оставя гарнизон на пристанището и отпътува „в третия час“ – късно след полунощ – на 23 август с легионите, оставяйки кавалерията да марширува до корабите си, да отплава и да се присъедини към него, колкото може по-скоро. С оглед на бъдещите събития, това е или тактическа грешка, или (заедно с факта, че легионите пристигат без багаж или тежко обсадно оборудване) потвърждава, че целта на нашествието не е била пълно завладяване.

### Десант
Първоначално Цезар се опитал да акостира в Дувър, чийто природно пристанище вероятно е определено от Волусен за подходящо. Въпреки това, когато римляните се приближили до брега, струпаната Британска армия се събрала на хълмовете над тях, а високите скали разубедили Цезар и попречили на първоначалните му плановете. Скалите били толкова близо до брега, че копия лесно можели да бъдат хвърлени от там. Римляните спускат котва и изчакват „до деветия час“ (около 3 сутринта), очаквайки корабите с провизии от втория док да пристигнат, а междувременно Цезар събрал военния си съвет и наредил на подчинените си да действат по своя преценка. След това наредил отплаването на флотата на 11 километра по брега до открит плаж. Скорошни археологически проучвания сочат, че вероятното място на десанта е Танет, където са намерени артефакти от този период.
Британската кавалерия и колесници следвали римляните по цялото протежение на брега и се противопоставили на десанта. Положението било влошено и от факта, че римските кораби били твърде ниско във водата и не можели да се приближат достатъчно до брега, което принудило войниците да дебаркират в дълбоката вода, докато по същото време били атакувани от врага в плитчините. Войниците се колебаели, но според Цезар били предвождани от сигнифера (чието име не се споменава от Цезар) на 10-и легион, който скочил пръв във водата, виквайки: „Скачайте, колеги войници, освен ако не искате да предадете своя орел на врага. Аз от своя страна ще изпълня дълга си пред републиката и пред моя генерал.“
Впоследствие британците били изтласкани с помощта на балиста и прашки, стрелящи от бойните кораби към открития фланг на формацията им. Кавалерията, забавена от неблагоприятните ветрове, още не била пристигнала, което значело, че британците не можели да бъдат преследвани и довършени.

### Брегова ивица
Римляните изградили лагер, от който са открити археологически следи. Там те приели пратеници, а Комий, който бил арестуван веднага след пристигането си на острова, бил освободен. Цезар твърди, че преговарял от позицията на по-силен и че британското командване, прехвърляйки вината за нападението над него на цивилното население, само за 4 дни склонило на размяна на заложници – някои веднага, някои след като били доведени от други места из страната. Въпреки това след като римската кавалерия е спряна и върната обратно в Галия от бури и изправен пред недостиг на храна, Цезар, родом от Средиземноморието е изненадан от високите британски приливи и бури. Неговите бойни кораби по плажната ивица били пълни с вода, докато транспортните се блъскали един в друг. Някои от корабите били разбити, докато много други били негодни за употреба заради загубата на жизненоважно оборудване, застрашаващи изгледите за успешно завръщане.
Осъзнавайки това и надявайки се да задържат Цезар в Британия колкото се може по-дълго до изчерпване на хранителните му ресурси, британците подновили атаката си, нападайки един от римските легиони, докато войниците събирали храна в близост до лагера. Нападнатият легион бил подкрепен от останалата част от римската армия и британците отново били отблъснати. Това обаче довело само до прегрупирането им след няколко дни на бури и повторното нападение над римския лагер, този път с още повече войници. И тази атака била отблъсната след кървава схватка с помощта на импровизирана кавалерия, събрана от Комий от про-римско настроени британци.

### Заключение
Британците още веднъж изпратили вестоносци при Цезар и въпреки че той поискал удвояване на заложниците, разбирал, че не може да издържи повече. Той не искал да му се налага да предприема бурното зимно прекосяване обратно. Цезар напуснал републиката през късния сезон за кампании и зимата била близо, така че позволил заложниците да му бъдат изпратени в Галия, където се завърнал с максималния брой кораби, които можели да бъдат поправени с части от останалите разбити кораби. Дори при това положение, само две племена се чувствали достатъчно застрашени от него за да изпратят заложници.

### Успех и мотивация
Ако нашествието е било планирано като пълна кампания, инвазия и окупация, римляните се провалили, а ако целта им е било силово разузнаване или демонстрация на военна мощ, която да откаже британците от бъдеща помощ за галите, то тя не постигнала желания успех. Въпреки това пътуването до Британия напускайки границите на „познатия свят“, донесла такава слава в Рим, че сената гласувал supplicatio (Ден на благодарността) за 20 дни, когато получили сведения от Цезар. Предполага се също така, че благодарение на това нашествие били установени нови съюзи с британски крале в района, което помогнало при по-късната втора кампания през 43 г. пр.н.е.
Поводът за нашествието според Цезар бил, че „в почти всяка война с галите, те получават подкрепления от тази страна“. Това е вероятно, въпреки че може да е било и прикритие за разузнаването на британските минерални ресурси и икономически потенциал: След това Цицерон пише за разочарованието от откритието, че на острова няма злато или сребро; а Светоний съобщава, че Цезар е отишъл в Британия, за да търси перли.

## Второ нашествие (54 г. пр.н.е)

### Подготовка
Второ нашествие било планирано през зимата на 55 – 54 г. пр.н.е. за бъдещото лято. В писма до своя приятел Гай Требаций Теста и брат му Квинт Тулий Цицерон, Цицерон изразява своето вълнение от бъдещото начинание. Той моли Требаций да му донесе военна колесница, а от Квинт да му изпрати писма с описание на острова. Требаций не отива в Британия, но Квинт му изпраща няколко писма оттам – както и самия Цезар.
Решен да не допуска същите грешки като предната година, Цезар събрал по-голяма войска от предишната, състояща се пет легиона, вместо два. Освен това двехилядна кавалерия е натоварена на кораби, по негов собствен дизайн, целящ да ги направи по-удобни за акостиране на плажа. Те били по-широки и по-ниски от тези, използвани в първата кампания.

### Прекосяване и десант
Лабиен бил оставен от Цезар да се грижи за редовните доставки на провизии до Британия. Към военните кораби се присъединява флотилия от търговски кораби, управлявани от римляни, жители на римските провинции и местни гали, надяващи се да спечелят от новооткрилите се шансове за търговия. Изглежда вероятно Цезар да е включил в общия брой, който дава за флота си (800 кораба), и тези кораби.
Цезар спрял на същото място, което определил за най-добро предишната година. Британците не се противопоставили на римския десант, като Цезар твърди, че били разтревожени от броя на римските кораби. Друга вероятна причина за това тяхно действие е стратегически ход, който да им даде време да съберат силите си, или може би отразява липса на загриженост.

### Кентска кампания
След пристигането си Цезар оставил на Квинт Атрий командването на 10 кохорти и кавалерия от 300 войници, с които да защитава бреговата ивица и корабите, след което се отправил на незабавен нощен марш, 19 километра във вътрешността на страната. Там срещнал британските сили вероятно някъде по река Стур. Британците нападнали, но били отблъснати. След това опитали да се прегрупират в укрепление, навътре в горите, но отново били победени и разпръснати. Поради късния час на деня и непознатата територия, Цезар наредил да не бъдат преследвани и изградил лагер.
Въпреки това на следващата сутрин, докато се приготвял да настъпи по-навътре, Цезар получил сведения от Атрий, че още веднъж закотвените му корабите са били поразени от буря и са претърпели сериозни поражения. Според него са изгубени около 40. Римляните не са свикнали с атлантическите приливи и бури, но имайки предвид миналогодишните събития това било лошо стратегическо решение от страна на Цезар. Той се завърнал на брега, заповядвайки легионите настъпили напред да се оттеглят и моментално се заел с поправянето на флота си. Войниците му работели ден и нощ за около 10 дни, поправяйки кораби на плажа. Също така около тях бил изграден и укрепен лагер. Изпратено е съобщение до Лабиен с искане за още кораби.
Цезар бил на брега на 1 септември, откъдето написал писмото си до Цицерон. По това време, новината за смъртта на дъщеря му Юлия трябва да го е достигнала, тъй като Цицерон се въздържал от отговор „заради този момент на траур“.

### Настъпление
След това Цезар се завърнал до река Стур и открил, че британците събират армията си там. Касивелаун, военачалник от севера, преди това води война с почти всички британски племена. Той превзел кралския трон на могъщите тринованти и изпратил престолонаследника им Мандубраций в изгнание. Сега британците избрали него за главнокомандващ на армията им. След няколко сражения без ясен победител, по време на които е убит римски трибун, британците нападнали група от три легиона, събиращи храна и материали под командването на Гай Требоний. Римляните ги отблъснали и ги разгромили с помощта на кавалерията си.
Касивелаун осъзнавал, че не може да победи Цезар в решаваща битка. Разформирайки повечето от армията си разчитайки на мобилността на 4000 колесници и по-добро познаване на терена, той разчитал на партизански тактики за да забави напредването на римляните. Докато Цезар достигнал Темза, единственото достъпно за него място е укрепено с изострени колове и на брега, и под водата. Източници от II век твърдят, че Цезар използвал голям боен слон, екипиран с броня и носещ стрелци в кулата си, карайки защитниците да отстъпят. Когато това непознато създание влязло в реката, британците и конете им се оттеглили и оставили римската армия да прекоси реката и да стъпи на тяхна територия.
Триновантите, които Цезар описва като най-могъщото племе в региона и които претърпели поражения заради Касивелаун, изпратили вестоносци, обещавайки помощ и провизии. Мандубраций, който придружавал Цезар, бил възстановен като техен крал, а триновантите осигурили зърно и заложници. Още пет племена се предали на Цезар и му разкрили къде се намират вражеските укрепления, които той впоследствие обсадил.
Касивелаун изпратил съобщиние до съюзниците си, описвани като „четиримата царе на Кантиум“, да организират диверсионна атака над римските кораби и да принудят Цезар да се оттегли. Тази атака се провалила и пратеници били изпратени да преговарят за мир. Цезар искал да се завърне в Галия за зимата, поради нарастващото неспокойствие там и споразумението било сключено. Касивелаун изпратил заложници и се съгласил на ежегоден данък, както и да не предприема военни действия срещу Мандубраций или триноватите. Цезар писал до Цицерон на 26 септември, потвърждавайки резултатите от кампанията и че армията му е на път да се завърне в Галия. След това напуснал, не оставяйки дори един римски войник в Британия да подкрепи съюзниците му. Дали данъка някога е бил платен не е известно.

## Последствия
Комий, атребатският съюзник на Цезар, по-късно преминал на отсрещната страна, взимайки участие във въстанието на Верцингеторикс. Секст Юлий Фронтин в своята Strategemata описва как Комий и последователите му, преследвани от Цезар, се качили на корабите си. Въпреки че приливът още не бил дошъл, а корабите още били на брега, Комий заповядал вдигане на платната. Цезар решил, че корабите още са на брега и спрял преследването. Археологът Джон Крейтън вярва, че този анекдот е легенда и че Комий е изпратен в Британия като приятелски настроен крал в част от примирието му с Марк Антоний. Комий създал династия в района на Хампшър, позната от монети от гало-белгийски тип. Верика – кралят, чието изпращане в изгание предизвикало британското завоевание на Клавдий през 43 г. пр.н.е., се наричал син на Комий.

## Британски открития
Заедно с новите военни елементи забелязани в битките срещу британската армия, особено използването на колесници, които били непознати на Британците, Цезар също целял да ги впечатли правейки географски, метеорологични и етнографски открития в Британия. Това вероятно е постигнато чрез задаване на въпроси, а не чрез пряк контакт, тъй като Цезар не проникнал толкова далеч във вътрешността на Британия и повечето историци не ги смятат за валидни извън племената, с които осъществява пряк контакт.